# Кіган Коннор Трейсі
Кіган Коннор Трейсі (англ. Keegan Connor Tracy; нар. 3 грудня 1971, Віндзор, Канада) — канадська акторка.

## Життєпис
Народилася у Віндзорі, Канада. Здобула ступінь бакалавра з соціальної психології в Університеті Вільфреда Лор'є.

## Кар'єра
Вперше з'явилася на телеекранах 1997 року у серіалі «Вайпер». Після цього отримала епізодичні ролі в серіалах: «На хвилі успіху», «Троє», «Перша хвиля», «Мережа», «Нова сімейка Адамсів», «Мілленіум». 1999 року вперше знялась у фільмі. У бойовику «Подвійний прорахунок» виконала роль продавчині у бутіку.
Виконала роль другого плану в таких фільмах як «40 днів і 40 ночей», «Пункт призначення 2», «Білий шум», «Повсталі мерці».

## Особисте життя
Одружена з Езом Мітчеллом. Пара виховує двох дочок

## Фільмографія

### Фільми
| Рік  | Назва                                                       | Оригінальна назва                      | Роль           | Примітки  |
| ---- | ----------------------------------------------------------- | -------------------------------------- | -------------- | --------- |
| 1999 | «Подвійний прорахунок»                                      | Double Jeopardy                        | продавчиня     |           |
| 2000 | «Дуети»                                                     | Duets                                  | Шейла          |           |
| 2001 | «Вбий мене пізніше»                                         | Kill Me Later                          | Хізер          |           |
| 2001 | «Недопустиме»                                               | Out of Line                            | Клер Керрол    |           |
| 2001 | «Сутінок розуму»                                            | Blackwoods                             | Моллі          |           |
| 2002 | «40 днів і 40 ночей»                                        | 40 Days and 40 Nights                  | Менді          |           |
| 2003 | «Пункт призначення 2»                                       | Final Destination 2                    | Кет Дженнінгс  |           |
| 2003 | «Банда принцес»                                             | Mob Princess                           | Петті          | телефільм |
| 2003 | «Чинник страху, або Лорі перемагає страх перед ескалатором» | A Problem with Fear                    | Вікі           |           |
| 2005 | «Білий шум»                                                 | White Noise                            | Мірабель Кіган |           |
| 2005 | Хаос                                                        | Chaos                                  | Мерні Роллінз  |           |
| 2006 | «Темний шторм»                                              | Dark Storm                             | Сем            | телефільм |
| 2006 | «Її смертельний недолік»                                    | Her Fatal Flaw                         | Брук           | телефільм |
| 2006 | «Звинувачення доньки»                                       | A Daughter's Conviction                | Ерін           | телефільм |
| 2007 | «Нечутливий»                                                | Numb                                   | медсестра      |           |
| 2008 | «Жінки»                                                     | The Women                              | Доллі          |           |
| 2009 |                                                             | The Building                           | Ліллі          | телефільм |
| 2011 | «Пункт призначення 5»                                       | Final Destination 5                    | Кет Дженнінгс  |           |
| 2012 | «Брудні ігри»                                               | The Company You Keep                   | секретар       |           |
| 2013 | «Наврочили»                                                 | Jinxed                                 | пані Мерфі     | телефільм |
| 2013 | «Слова і картини»                                           | Words and Pictures                     | Еллен          |           |
| 2013 | «Обійми вампіра»                                            | Embrace of the Vampire                 | Дачіана        |           |
| 2015 |                                                             | My Life as a Dead Girl                 | Кім            | телефільм |
| 2015 | «Спадкоємці»                                                | Descendants                            | Белль          | телефільм |
| 2015 | «Повсталі мерці»                                            | Dead Rising: Watchtower                | Джордан        |           |
| 2016 |                                                             | Dead Rising: Endgame                   | Джордан        |           |
| 2016 |                                                             | Garage Sale Mystery: The Art of Murder | Тіна           | телефільм |

### Серіали
| Рік          | Назва                         | Оригінальна назва        | Роль                           | Примітки    |
| ------------ | ----------------------------- | ------------------------ | ------------------------------ | ----------- |
| 1997—1999    | «Вайпер»                      | Viper                    | Дарлін Росс/Шармін Грайвз      | 2 епізоди   |
| 1998         | «На хвилі успіху»             | Breaker High             | Іветт                          | 1 епізод    |
| 1998         | «Троє»                        | Three                    | Ів                             | 1 епізод    |
| 1998         | «Перша хвиля»                 | First Wave               | Ніколь                         | 1 епізод    |
| 1998         | «Мережа»                      | The Net                  | Надін                          | 1 епізод    |
| 1998         | «Нова сімейка Адамсів»        | The New Addams Family    | Консуелла                      | 1 епізод    |
| 1998         | «Міллениум»                   | Millennium               | Ласа                           | 1 епізод    |
| 1998—2001    | «Спецгрупа»                   | Cold Squad               | офіціантка/Брук                | 2 епізоди   |
| 1999         | «Найтмен»                     | Night Man                | Ангел у чорному                | 2 епізоди   |
| 1999         | «Сім днів»                    | Seven Days               | Клер                           | 1 епізод    |
| 1999–2000    |                               | Beggars and Choosers     | Одрі                           | 3 епізоди   |
| 2000         |                               | Hollywood Off-Ramp       |                                | 1 епізод    |
| 2001         | «Рокери»                      | Strange Frequency        | Кім                            | 1 епізод    |
| 2002–2005    | «Слідство веде Да Вінчі»      | Da Vinci's Inquest       | Джекі                          | 2 епізоди   |
| 2002         | «Темний янгол»                | Dark Angel               | Рейн                           | 1 епізод    |
| 2003–2004    | «Джейк 2.0»                   | Jake 2.0                 | Діана Х'юз                     | 16 епізодів |
| 2004         | «Дейзи»                       | The Days                 | Франческа                      | 1 епізод    |
| 2005         | «Колекціонер людських душ»    | The Collector            | Джулія Марс                    | 1 епізод    |
| 2005         | «4400»                        | The 4400                 | Елісон Дрісколл                | 2 епізоди   |
| 2005         | «Аномалії»                    | Killer Instinct          | Розі                           | 1 епізод    |
| 2006         | «Зоряна брама: SG-1»          | Stargate SG-1            | доктор Редден                  | 1 епізод    |
| 2006         |                               | Three Moons Over Milford | Ганна                          | 1 епізод    |
| 2006—2009    | «Надприродне»                 | Supernatural             | Карен Джилс/Сера Сідж          | 1 епізод    |
| 2007         | «Ясновидець»                  | Psych                    | Прісцилла Остерман             | 1 епізод    |
| 2007–2009    | «Зоряний крейсер „Галактика“» | Battlestar Galactica     | Джинн                          | 9 епізодів  |
| 2010         | «Життя непередбачуване»       | Life Unexpected          | Дженні                         | 1 епізод    |
| 2010         | «Еврика»                      | Eureka                   | доктор                         | 1 епізод    |
| 2011         | «V»                           | V                        | Ейлін                          | 1 епізод    |
| 2011—дотепер | «Якось у казці»               | Once Upon a Time         | Блакитна Фея/Мати-Настоятелька | 30 епізодів |
| 2013–2016    | «Мотель Бейтсів»              | Bates Motel              | місс Ватсон                    | 9 епізодів  |
| 2014–2015    |                               | Heartland                | Крістал                        | 2 епізоди   |
| 2015         | «Бекстром»                    | Backstrom                | Крістін Келлі                  | 1 епізод    |
| 2015         |                               | Exchange Student Zero    | Люсінда                        | 4 епізоди   |
| 2016         |                               | Ready Jet Go!            | доктор Раферті                 | 1 епізод    |
| 2016         | «Чарівники»                   | The Magicians            | професор Ліптон                | 3 епізоди   |
| 2016         |                               | Motive                   | Гізер                          | 1 епізод    |